# Jozef Remek
Jozef Remek (29. dubna 1927 Mojšova Lúčka – 30. dubna 2002 Praha) byl československý vojenský letec, generál ČSLA a politik slovenské národnosti. V období 1971–1981 byl poslancem Sněmovny lidu Federálního shromáždění za KSČ. Jeho synem je první československý kosmonaut Vladimír Remek.

## Biografie
Jeho synem je první československý kosmonaut Vladimír Remek. S manželkou se však později rozešli a Vladimír vyrůstal u matky a babičky. Jozef Remek začínal jako vojenský pilot u Zvolenského leteckého útvaru (u stejného útvaru později nastoupil i syn Vladimír).

### Vojenská kariéra
V letech 1945–47 absolvoval Jozef Remek Vojenské letecké učiliště Prostějov, v letech 1949–50 Leteckou vojenskou akademii Hradec Králové a pak nastoupil k Leteckému pluku 1 „Zvolenskému“. Prošel několika dalšími útvary a potupně se z pozice velitele roje, velitele letky, instruktora a zástupce velitele dostal až na velitelské posty. V letech 1955–1957 byl takto pověřen velením 7. stíhacího leteckého pluku v Košicích, pak zastával hodnost zástupce velitele 1. stíhací letecké divize České Budějovice (1957–1958) a 22. stíhací letecké divize Chrudim-Brno (1958–1960). V letech 1958–1960 vystudoval na Vojenské akademii Antonína Zápotockého v Brně a v letech 1960–1962 pokračoval studiem na Vojenské akademii generálního štábu SSSR.
V letech 1962–1965 velel 34. stíhací bombardovací letecké divizi v Čáslavi, v období let 1969–1973 byl velitelem 10. letecké armády v Hradci Králové. Roku 1972 prošel Vyšším akademickým kurzem Vojenské akademii generálního štábu SSSR. Roku 1974 získal hodnost generálporučíka ČSLA. V letech 1973–1976 působil jako náčelník letectva a PVOS a náměstek ministra národní obrany ČSSR, v letech 1976–1988 coby velitel letectva, náměstek ministra národní obrany ČSSR pro letectvo a PVOS. Další dva roky byl velitelem letectva ČSLA. Ze služebního poměru byl propuštěn k 28. únoru 1990.

### Politická kariéra
Angažoval se i politicky. XV. sjezd KSČ ho zvolil za kandidáta Ústředního výboru Komunistické strany Československa. Ve funkci ho potvrdil XVI. sjezd KSČ a XVII. sjezd KSČ.
V nesvobodných volbách roku 1971 získal mandát do Sněmovny lidu za KSČ (volební obvod č. 77 – Pardubice-město, Východočeský kraj). Mandát obhájil ve volbách roku 1976 (obvod Hradec Králové-venkov). Ve FS setrval do konce funkčního období, tedy do voleb roku 1981.

### Vyznamenání
- Za službu vlasti (1955)
- Za zásluhu o obranu vlasti (1956)
- Za statečnost (1956)
- Řád rudé hvězdy (1968)
- Za upevnění přátelství ve zbrani II. st. (1970)
- Zasloužilý vojenský letec ČSSR (1971)
- Za zásluhy o výstavbu (1972)
- Řád rudé zástavy (1975)
- Jubilejní medaile 20. výročí vítězství ve Velké vlastenecké válce 1941-1945 (1972)